# Alpeallike
Alpeallike (Pyrrhocorax graculus) er en fugl i kragefamilien. Det er den ene af to arter i slægten Pyrrhocorax. Den anden art er alpekragen, Pyrrhocorax pyrrhocorax. Alpeallike yngler i bjerge i Nordafrika og fra Spanien videre gennem Sydeuropa til Centralasien, Indien og Kina. Arten kan yngle højere over havet end nogen anden fugl. 

## Beskrivelse
Fuglen er 36 til 39 cm i længden og har en glansfuld, sort fjerdragt, et gult næb, røde ben, og et karakteristisk kald. 